# Volodimir Volodimirovics Vakulenko
Volodimir Volodimirovics Vakulenko (Володимир Володимирович Вакуленко) (Kapytolivka, 1972. július 1. – Izium Raion, 2022) ukrán író, Wikipédia-szerkesztő, aki Izjum orosz megszállása során vesztette életét.
Vakulenko több könyv, köztük versek és gyermekeknek szóló történetek szerzője. A nemzetközi Olesz Uljanenko-díj és a Lesz Martovics-verseny díjazottja volt.
A PEN Club és az Ukrinform szerint Vakulenkót orosz megszállók hurcolták el Izjum közelében és a Harkivi terület ideiglenes megszállása során megölték. Az azonosítás fényképek és  DNS-teszt segítségével történt.
Volodimir Vakulenko a Harkivi terület Izjumi járásának Kapitolivka falujában élt, onnan tűnt el a 2022-es orosz invázió idején. Állandó gondoskodásra szoruló 14 éves autista fiát, Vitalijt nevelte. Apja szerint 2022. március 23-án orosz fegyveresek mentek érte, kihallgatták és megverték, majd hazaengedték. Másnap egy „Z” jelű gépkocsin két személy érkezett hozzájuk, akik elvitték. Azóta nem hallottak róla. Miután szeptemberben Izjumot visszafoglalták az ukrán erők, a városban tömegsírt fedeztek fel mintegy 400 ember holttestével, akik a megszállás idején haltak meg. Az apa októberben fordult a  rendőrséghez, mert biztos volt benne, hogy a fia is köztük van. Testét, melyen két golyóütötte seb volt, november 29-ére fényképek és DNS-teszt segítségével egyértelműen azonosították. Helyi lakosok elmondása szerint orosz fegyveresek május 12-én felszólították őket, hogy temessenek el egy férfi holttestet, melyet Kapitolivka falu közelében találtak.
Búcsúztatását 2022. december 6-án tartották a harkivi Szent Dmitrij templomban.
Az író a megszállás idején naplót vezetett, és mielőtt a megszállók másodszor is érte mentek, elásta a kertben. A  kéziratot tartalmazó füzetet a harkivi irodalmi múzeumban helyezték el.